# Regno di Butuan
Il Regno di Butuan (蒲端國 nelle registrazioni cinesi) fu un antico Stato indianizzato nelle Filippine meridionali precoloniali con centro nell'attuale città di Butuan dell'isola Mindanao.
Fu conosciuto per le sue miniere d'oro, i suoi monili d'oro e la sua grande rete commerciale lungo l'area Nusantara.
Il regno ebbe relazioni commerciali con le antiche civiltà presenti nei territori degli odierni Giappone, Cina, India, Indonesia, Iran, Cambogia e Thailandia.